# Tangara coiffe-noire
Nemosia pileata
Espèce
Statut de conservation UICN

 LC  : Préoccupation mineure
Le Tangara coiffe-noire (Nemosia pileata) est une espèce de passereau appartenant à la famille des Thraupidae.

## Répartition
On le trouve en Colombie, au Venezuela, en Guyana, au Suriname, en Guyane, au Pérou, Brésil, en Bolivie, au Paraguay et en Argentine.

## Habitat
Il vit dans les forêts humides de plaine et les mangroves subtropicales ou tropicales et les anciennes forêts fortement dégradées.

## Sous-espèces
D'après Alan P. Peterson, il en existe 6 sous-espèces :
- Nemosia pileata caerulea (Wied-Neuwied) 1831
- Nemosia pileata hypoleuca Todd 1916
- Nemosia pileata interna Zimmer 1947
- Nemosia pileata nana Berlepsch 1912
- Nemosia pileata pileata (Boddaert) 1783 — dans le Nord de la Guyane
- Nemosia pileata surinamensis Zimmer 1947